# سفارة بلغاريا في بولندا
سفارة بلغاريا في بولندا هي أرفع تمثيل دبلوماسي لدولة بلغاريا لدى بولندا. تقع السفارة في وارسو وهي تهدف لتعزيز المصالح البلغارية في بولندا.

## وصلات خارجية
- الموقع الرسمي
- قائمة سفارات بلغاريا
- قائمة السفارات في بولندا